# Zoltán Horváth
Zoltán Horváth (Balatonfüred, 12 marzo 1937 – Budapest, 12 giugno 2025) è stato uno schermidore ungherese, specializzato nella sciabola. Ha vinto una medaglia d'oro e una d'argento nella scherma ai Giochi olimpici.

## Biografia
Alle Olimpiadi del 1960 vinse la medaglia d'oro nella competizione a squadre e la medaglia d'argento individuale dietro al compagno di squadra Rudolf Kárpáti. Horváth partecipò anche alle Olimpiadi del 1964, classificandosi quinto nella competizione a squadre.
Ai campionati del mondo, il suo più grande successo arrivò nel 1962, quando egli vinse la competizione individuale e si classificò secondo con la squadra nazionale. Horváth aveva già vinto due medaglie d'oro nelle competizioni a squadre dei campionati del mondo del 1957 e del 1958, e ne ottenne una terza nel 1966.
Zoltán Horváth è morto nel 2025, all'età di 88 anni.

## Palmarès
Giochi olimpici 
Individuale
- Argento nella sciabola a Roma 1960

A squadre
- Oro nella sciabola a Roma 1960

 Mondiali 
Individuale
- Oro nella sciabola a Buenos Aires 1962
- Bronzo nella sciabola a Parigi 1965
- Bronzo nella sciabola a Mosca 1966

A squadre
- Oro nella sciabola a Parigi 1957
- Oro nella sciabola a Filadelfia 1958
- Argento nella sciabola a Budapest 1959
- Bronzo nella sciabola a Torino 1961
- Argento nella sciabola a Buenos Aires 1962
- Oro nella sciabola a Mosca 1966